# الخطة الحربية الحمراء

بالنسبة لوار بلان ريد كندا وأستراليا بالقرمزي ، الإمبراطورية البريطانية بالأحمر، الهند بالأحمر الداكن، إرلندا بالزمردي، الأجزاء الأخرى من الإمبراطورية البريطانية باللون الوردي.

الخطة الحربية الحمراء(بالإنجليزية: War Plan Red)‏ أو (بالإنجليزية: Joint Army and Navy Basic War Plan Red)‏، وثيقة عسكرية تصف خطة لحرب كانت محتملة الحدوث بين الولايات المتحدة والإمبراطورية البريطانية (القوات الحمراء). رسمتها وطورتها القوات العسكرية الأمريكية في العشرينيات من القرن المنصرم تبعا لمؤتمر جنيف البحري سنة 1927. وافقت عليها وزارة الحرب ووزارة البحرية في شهر مايو 1930 واستحدثت سنة 1934، في 1939 تقرر عدم تطبيقها مع الاحتفاظ بها، ثم رفعت عنها السرية سنة 1974.
كان الظن الغالب آنذاك أن النزاع المسلح بين الإمبراطورية البريطانية والولايات المتحدة كان بسبب خلافات تجارية.